# Sakiet Sidi Youssef
Sakiet Sidi Youssef (àrab: ساقية سيدي يوسف, Sāqiyat Sīdī Yūsuf) és una ciutat de Tunísia a la governació del Kef, a uns 5 km de la frontera algeriana, i 25 km a l'oest de la ciutat de Le Kef, entre el Djbel Ouerga (912 metres), al sud-est, i el Djebel Takrona, al nord. Té uns 5.000 habitants i és capçalera d'una delegació amb 23.590 habitants al cens del 2004.

## Economia
La ciutat basa la seva economia en l'agricultura i la ramaderia i en la seva condició de ciutat fronterera.

## Geografia
La pluviometria és bona i la vegetació abundant i beneficiada amb la calor i la humitat.

## Història
La vila és famosa per un episodi de la guerra d'Algèria que hi va passar el 8 de febrer del 1958.
Vegeu: Incident de Sakiet Sidi Youssef.

## Administració
És el centre de la delegació o mutamadiyya homònima, amb codi geogràfic 23 54 (ISO 3166-2:TN-12), dividida en vuit sectors o imades:
- Sakiet Sidi Youssef (23 54 51)
- Es-Sefeïa (23 54 52)
- Aïn Mazer (23 54 53)
- Djeradou (23 54 54)
- Forchane (23 54 55)
- Aïn El Karma (23 54 56)
- Sidi Rabeh (23 54 57)
- Et-Tabia (23 54 58)

Al mateix temps, forma una municipalitat o baladiyya (codi geogràfic 23 14).